# Hippolyte Taine

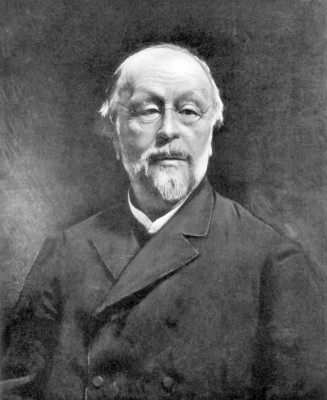
Graustufen-Reproduktion eines Porträts von Hippolyte Taine

Hippolyte Adolphe Taine (* 21. April 1828 in Vouziers; † 5. März 1893 in Paris) war ein französischer Philosoph, Historiker und Kritiker. Er lehrte an der École nationale supérieure des beaux-arts de Paris, der Militärschule Saint-Cyr und in Oxford und war Mitarbeiter der beiden damals bedeutendsten wissenschaftlichen Zeitschriften Frankreichs, der Revue des Deux Mondes und des Journal des Débats. Er war Mitglied der Académie française (1878).

## Leben
Taine entstammte einer Tuchmacherfamilie aus den Ardennen und wurde nach ausgezeichneten Schulleistungen im Jahre 1848 in die École normale supérieure aufgenommen, wo er Francisque Sarcey und Edmond About begegnete. Sein Verhalten – er galt als schwierig – führte zum Scheitern des angestrebten Staatsexamens im Fach Philosophie (1851). Trotz einer literarischen Ausbildung nahm er die Ideen des Positivismus an. Zunächst Lehrer am Collège von Nevers (1851–1852), dann in Poitiers, fiel er in Ungunst und wurde nach Besançon (1852) versetzt, während die von ihm im Bereich der Psychologie gewählten Themen für die Doktordissertation abgelehnt wurden, so dass er sich schließlich aus dem Schulbetrieb freistellen ließ und nach Paris zurückkehrte. Er schrieb nun zahlreiche Artikel zu philosophischen, literarischen und historischen Themen für renommierte wissenschaftliche Revuen und wurde 1857 ständiger Mitarbeiter der Revue des Deux Mondes.
Im Jahr 1853 wurde er schließlich mit einer Dissertation über die Fabeln von La Fontaine und dem lateinischen Text De personis platonicis promoviert. Er unternahm Reisen in die Pyrenäen (1854), nach England (u. a. 1858), Belgien, Deutschland und Italien und widmete sich fortan ganz dem Studium. 1854 publizierte er Voyage aux Pyrenées (Reise in die Pyrenäen) und 1863 seine Histoire de la littérature anglaise (Geschichte der englischen Literatur, in 5 Bänden), deren Erfolg zu einer Einstellung an der École de Saint-Cyr (1863) beitrug. Ab 1866 lehrte er Kunstgeschichte an der École nationale supérieure des beaux-arts de Paris und 1871 in Oxford. Seit 1881 war er auswärtiges Mitglied der Bayerischen Akademie der Wissenschaften. Die letzten Jahre seines Lebens verbrachte Taine größtenteils in Menthon-Saint-Bernard am See von Annecy. Er starb im Jahr 1893 im Alter von 64 Jahren und erhielt, seinem Wunsch entsprechend, ein protestantisches Begräbnis in Menthon-Saint-Bernard.

## Werk und Lehre
Die Naturalisten folgten in ihrer Sicht den Theorien Hippolyte Taines. 
Er verstand den Menschen als gesetzmäßig bestimmt, als determiniert von Vererbung, Milieu und historischer Situation. Widerspruch fand seine Bewertung von de La Fontaine in der Stilkritik des Denkers Ernest Hello. In Deutschland war es Friedrich Nietzsche, der als erster die kulturphilosophische Bedeutung Taines erkannte. Stefan Zweig schrieb seine Dissertation 1904 über Taine.
Besonders Taines Studie über Napoleon I. fand in intellektuellen Kreisen Deutschlands große Beachtung. Taine arbeitete heraus, dass vornehmlich der durch angeborene und erworbene Eigenschaften über die breite Masse sich emporhebende Tatmensch geschichtliche Abläufe initiiert bzw. signifikant beeinflusst. Taines Paradebeispiel für diese geschichtsphilosophische These stellt das Wirken von Napoleon I. dar, dessen überragende militär- und staatspolitische Leistungen die Begründung des modernen Europas bedeuteten.
Hippolyte Taines literarischer Stil ist in weiten Teilen essayistisch und mitunter von scharfzüngiger, fast satirischer Polemik geprägt. Exemplarisch dafür steht eine Passage in Les origines de la France contemporaine (1875/93), in der Taine den psychologischen Mechanismus der Ideologiebildung beschreibt: „Nichts kann gefährlicher sein als eine allgemeine Idee in einem kleinen, leeren Gehirn. Die Idee begegnet in einem solchen Gehirn infolge seiner Leere keinem Widerstand, keinen sich ihr hinderlich in den Weg stellenden Kenntnissen, während sie andrerseits infolge der Kleinheit desselben nicht viel Zeit braucht, um es vollkommen auszufüllen. Ist dies einmal geschehen, so hört in dem betreffenden Gehirn jede Selbstbeherrschung auf; dasselbe wird von der Idee beherrscht, die in ihm und durch es tätig wird. Der Inhaber eines solchen Gehirns ist im wahren Sinne des Wortes ein besessener Mensch. Etwas, das nicht zu ihm gehört, ein ungeheuerlicher Parasit, ein fremdartiger, zu seinen bisherigen Anschauungen nicht im richtigen Verhältnis stehender Gedanke lebt in seinem Kopfe, entwickelt sich daselbst und weckt die bösen Begierden, die in ihm latent sind.“

## Werke
- 1853 De personis Platonicis. Essai sur les fables de La Fontaine
- 1854 Essai sur Tite-Live
- 1855 Voyage aux eaux des Pyrénées
- 1856 Les philosophes français du XIXe siècle
- 1857 Essais de critique et d’histoire
- 1860 La Fontaine et ses fables
- 1864 Histoire de la littérature anglaise, 4 vol. L’idéalisme anglais, étude sur Carlyle. Le positivisme anglais, étude sur Stuart Mill
- 1865 Les écrivains anglais contemporains. Nouveaux essais de critique et d’histoire. *Philosophie de l’art
- 1866 Philosophie de l’art en Italie. Voyage en Italie, 2 vol.
- 1867 Notes sur Paris. L’idéal dans l’art
- 1868 Philosophie de l’art dans les Pays-Bas
- 1869 Philosophie de l’art en Grèce
- 1870 De l’intelligence, 2 vol.
- 1871 Du suffrage universel et de la manière de voter. Un séjour en France de 1792 à 1795. Notes sur l’Angleterre
- 1875–1893 Les origines de la France contemporaine (t. I: L’ancien régime; II à IV: La Révolution; V et VI: Le Régime moderne)
- 1894 Derniers essais de critique et d’histoire
- 1897 Carnets de voyage: Notes sur la province 1863-1865